# Belchite
Belchite este un sat, reședința a comărcii Campo de Belchite, în provincia Zaragoza și comunitatea Aragon. Are o populație de 1.683 de locuitori (2011).
În Războiul Civil Spaniol Belchite ha fost locul unde s-a desfășurat o bătălie importantă, numita bătălia de la Belchite.
1. ↑   https://datos.gob.es/es/catalogo/a02002834-nomenclator-ano-20147 Lipsește sau este vid: |title= (ajutor)